# Embassament de Yesa
L'Embassament de Yesa és un embassament situat entre el Pirineu aragonès i la Comunitat Foral de Navarra en la població de Yesa. Aquest embassament es forma amb el repressament del riu Aragó. Està situat al nord-oest de la província aragonesa de Saragossa i en nord-est de la Comunitat Foral de Navarra. En la seva major part inunda terres de l'anomenada Canal de Berdún, en la comarca aragonesa de la Jacetania desenvolupant-se en els termes municipals de Sigüés, Ruestra, Escó i Tiermas.
És conegut amb el nom de Mar dels Pirineus i es troba a l'entrada dels mateixos. És la major superfície navegable de Navarra i d'ell naix el Canal de Bardenas que transvasa aigua fins a la zona de la Ribera al sud de Navarra i rega les Bardenas Reales i la comarca saragossana de Cinco Villas. Les seves aigües també tenen com a finalitat l'abastament i la generació elèctrica.
Té una capacitat de 444,86 hm³ (també se sol donar la xifra de 488,10 hm³), assolint les següents cotes: mínima 435,00 m; coronació, 490,00 m; sobreeeixidor hidràulic, 482,61 m i cota de màxima embassament normal (N.M.N) de 488,61 m. La longitud de la cola de l'embassament és de 10 km amb amplituds que varien entre 1 i els 2,5 km. Ocupa una superfície de 1.900 hectàrees.
S'inaugurà el 1960 i provocà l'abandonament d'alguns pobles: Ruesta, Tiermas i Escó amb una població afectada de més de 1.500 persones. Col·lateralment, per l'expropiació i plantació de pi per a evitar la colmatització de l'embassament, es van veure afectades aigües amunt els pobles de Larrosa, Villanovilla, Bescós de Garcipollera, Bergosa, Acín de Garcipollera i Yosa de Garcipollera en la Vall de la Garcipollera, pertanyent avui dia al terme municipal de Jaca i Cenarbe en Villanúa. S'innundaren 2.408 hectarees de terres de cultiu, de les quals 1.000 eren de molt bona qualitat agrícola.
Per una altra part, les aigües de l'Aragó transvasades pel canal de Bardenas fins a la comarca de Cinco Villas i de las Bardenas Reales han propiciat la creació d'unes 75.000 ha. de regadiu que demanden un cabal mitjà anual de 467 hm³ d'aigua, moltes de les quals procedeixen dels pobles desallotjats a l'inundar-se la zona del Canal de Berdún. Tal és el cas de El Bayo, al qual hagueren d'emigrar moltes famílies de Tiermas.

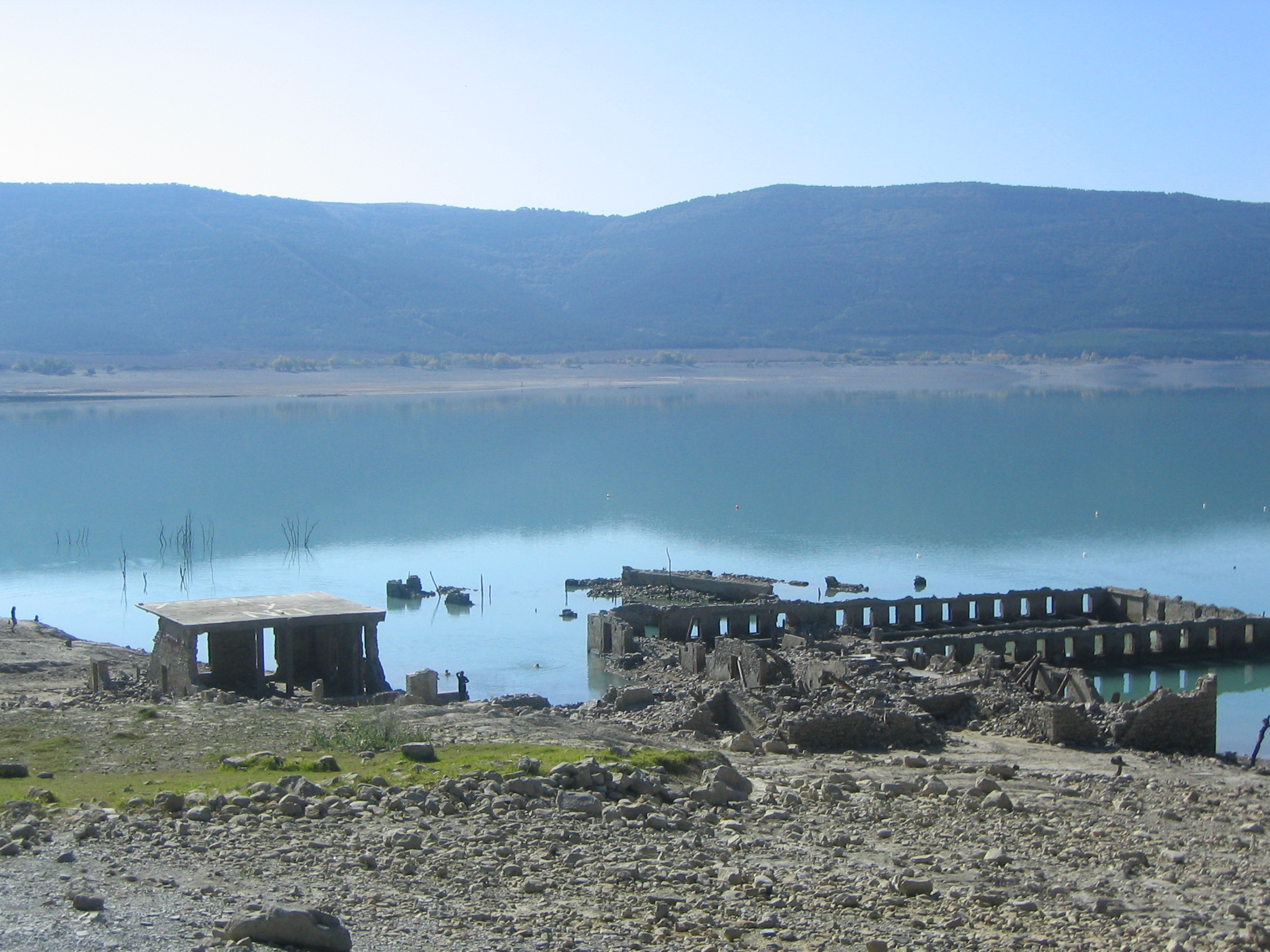
Vista parcial de l'embassament. En primer pla, la zona del Balneari d'aigües termals de Tiermas inundada.

## La presa
La presa està situada a 400 m del nucli urbà de Yesa en direcció nord. És una presa de gravetat de planta recta construïda a base de formigó (s'utilitzaren 480.000 m³) amb una talús vertical en la part alta i un escalonat, amb escalons de 2 m d'altura i 1,60 m d'amplària, en la part inferior, el que genera un talús de 0,78. Està dotada d'un sobreeixidor hidràulic de superfície situat en la vora Ezquerra i format per quatre grans boques (que criden l'atenció per la seva profunditat al poder veure's des de la vora superior), desguassos intermedis i de fons. Té dos tomes per a la central hidroelèctrica i l'altra per al Canal de Bardenas.
La longitud en coronació és de 390 m. amb una altura sobre ciments de 76,5 m. i sobre el cabal de 62, 1 m; l'amplària en la coronació és de 7 m. de les quals 6,5 estan dedicades a camí. Consta d'una galeria perimetral de cinc accessos de les quals tres són a peu de presa i els altres dos en la part superior, que s'uneixen en la cota 460 amb una galeria horitzontal a la qual es pot accedir des del paràmetre de la presa.
Les característiques dels desguassos i sobreeixidors hidràulics són les següents :
Sobreeeixidors
La presa està dotada d'un sistema de sobreeixidor hidràulic format per quatre pous amb túnels independents d'una longitud mitjana de 600,5 m. que acaben amb una amortidor comú a tots ells. Els quatre estan dotats per comportes de formigó amb un sector flotant de 20 m de llum i 6 d'altura. Se situa en el lateral esquerre a un costat de la presa. La cota del llavi fix és de 482,61 m i permeten uns fluxos de desguàs de:
- En règim normal, 2.240,00 m³/s (560,00 m³/s).
- En règim d'inundacions, 3.060,00 m³/s (765,00 m³/s).

Desguassos
- De mitjana, se situa sobre la boca de captació de la central prevista a peu de presa en la cota 448,40 m. Són 2 conductes d'1 m de diàmetre. Usa 2 vàlvules tipus Howell-Bunger de con fix. La capacitat de desguàs és de 38,49 m³/s (19,25 m³/s cadascun d'ells).

- De fons, se situen a peu de presa a una cota de 428,0 m en el costat esquerre, sobre el que era l'anitc riu Aragó. Són dos tubs d'1,50 x 2,00 m governades per vàlvules. La capacitat total del desguàs és de 172 m³/s (86,0 m³/s cadascun d'ells).

Preses
- Presa del canal de Bardenas, a la cota 453,35 m, situada al costat esquerre. Està formada per tres tubs de 2 m de diàmetre governats per sendes vàlvules de tipus ring-seal i comportes del tipus TAINTOR. El caudal total normal és de 90 m³/s (30m³/s cadascun d'ells).

- Presa per a la central de peu de presa, se sitúa en la cota 448,4 m i es tracta de 2 tubs de 2,5 m de diàmetre que estan governats per comportes vagó des de la part superior, en la inferior estan tancats per una brida cega. Les dimensions de los comportes són de 2,5 x 2,5 m.

- Presa per a la central de la presa de Bardenas, del mateix tipus que l'anterior format per 2 tubs de 3 m de diàmetre. Les dimensions de les comportes són de 3 x 5 m.

## L'embassament
L'embassament ocupa una superfície de 2.098 ha de la vall del riu Aragó, en la ‘'Canal de Berdún, una longitud de 18 km i un perímetre de costa de 48 km. La superfície de la conca hidrogràfica que li correspon és de 2.170 km². Té una capacitat de 446,90 hm³; dels quals 411 són útils i 114,60 d'estalviament. L'aportació anual mitja és de 1.322 hm³; sent la major avinguda registrada de 2.625 m³/s, mentre que la prevista és de 2.800 m³/s.
La cota de coronació és de 490,9 m, la del sobreeixidor hidràulic de 482,61, mentre que la de plenat màxim en situació normal és de 488,61 m i en avingudes de 490,00 m. La cota mínima d'utilització és de 453,35 m, mentre que la del cabal queda a 427,90 m amb el desaigüe de fons a 428,00 m i les tomas del canal de Bardenas a 453,35 m.

## Història

### Antecedents
L'aprofitament del riu Aragó s'ha plantejat des de l'edat mitjana: ja en 1489 es va propasar al rei d'Aragó el desviament d'aigües d'aquest riu per a usar-les com regadiu per part del Concejo de Tauste. En 1622 es proposava construir un canal fins Bardenas per a regar els terrenys d'una badia que es projectava construir. En 1702 l'ingenier Josef Estorguia i el braç de cavallers llançaren la proposta de desviar el riu que recorreguera per terres aragoneses, evitant Aixa el pagament de peatges als navarresos. 54 anys després, en 1756, es realitzà un projecte per a la construcció d'un canal que, naixent en Tiermas, debia regar la comarca aragonesa Cinco Villas. Al cap de poc es presentà un altre projecte, esta vegada del capità J. A. Monroy, qui proposa un canal (que néix a una cota similar de l'actual de Bardenas) que regaria la comarca de Cinco Villas i Bardenas, amb un total de 15.228 ha de regadiu, així com la construcció de 18 nous assentaments urbans.

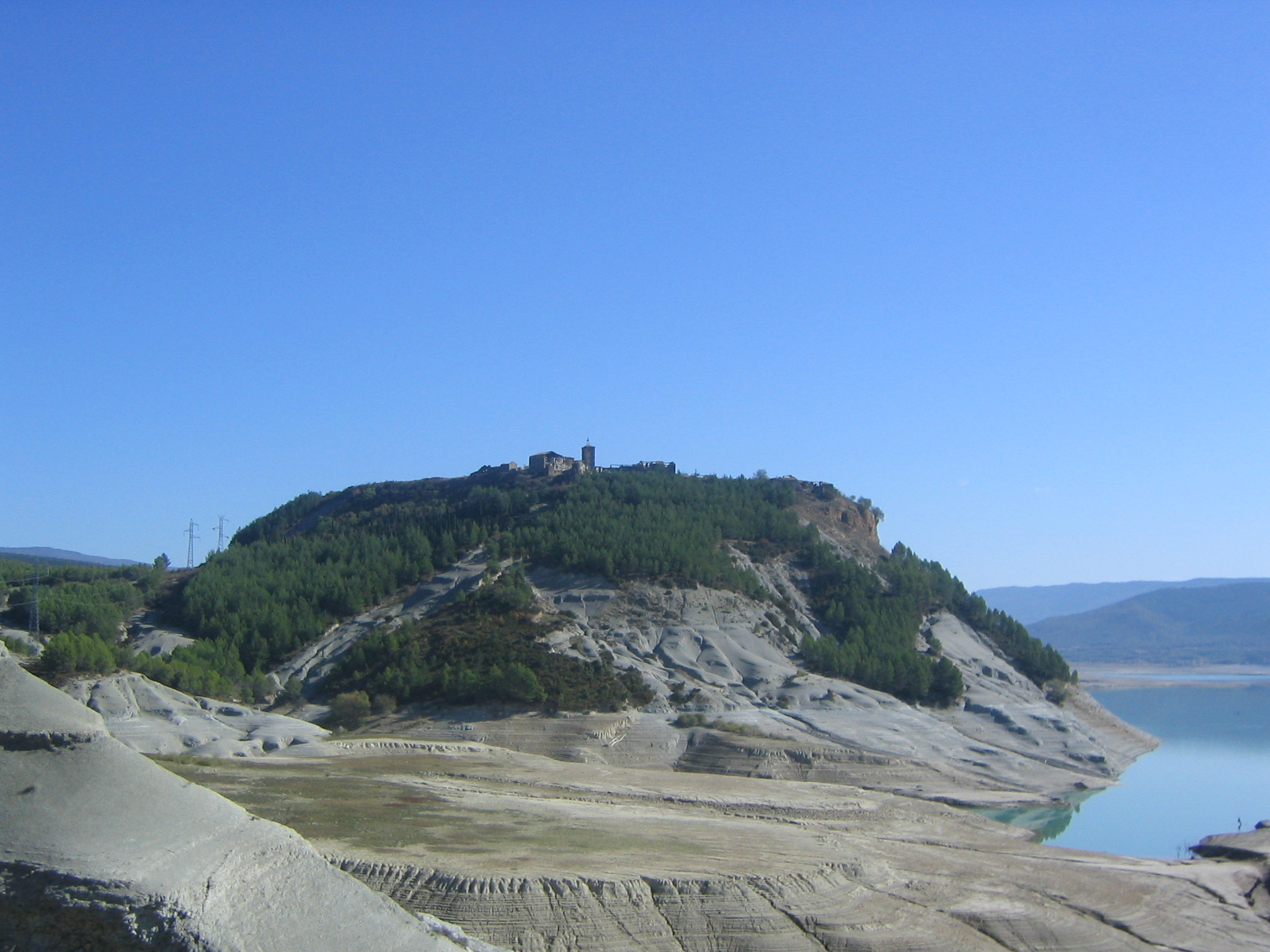
Vista de Tiermas sobre l'embassament de Yesa.

En 1865 es creà la societat per a la construcció d'un canal de reg que baixara fins Bardenas. El projecte el realitzà Antonio de Lesarri. La societat seria l'encarregada de la construcció a canvi de què se cessara l'ús de les aigües i que els regants pagaren els corresponents impostos. En 1880 es decretà la nulitat de la concessió, ja que no havien donat començament les obres.
En 1902 un Reial decret del 25 d'abril proposa un Pla Nacional d'Obres Hidràuliques en el qual apareixia un complex hidràulic conformat pels Canals de Bardenas de Yesa, de la Foz de Biniés, Salvatierra de Escà i d'Usún, cadascun d'ells amb un embassament. Aquest complex generaria una superfície de regadiu de 30000 ha en alguns pobles de Navarra i de Saragossa. Els embassaments s'ubicarien de la següent forma: el de Yesa, on està l'actual; el de Foz de Biniés en aigües del riu Vera; el de Salvatierra, en el riu Esca, el d'Usún se situaria en la vall de Salazar, a 6 km de Lumbier. Junt a aquesta proposta també estaven les del Canal Imperial d'Aragó i del Canal de Lodosa, el que feïa més evident la necessitat de represar l'Aragó i els seus afluents.
El 2 de març del 1909 s'encarrega l'estudi del projecte de la presa de Yesa a la Divisió Hidràulica de l'riu Ebre. Aquest projecte el realitzen els enginyers 1912. El projecte del canal no fou aprovat fins a 1917. La presa dissenyada era una presa de gravetat de 53 metres d'altura.

### El projecte
En 1923 s'encarrega un nou projecte, redactat pels enginyers Fèlix de los Ríos, Mariano Vicente i Antoni Colom, que realitza l'estudi partint d'una superficie regable de 130.000 ha, contribuir a la presa de Ardisa amb 400.000 milions de metres cúbics anuals i abastar d'aigua potable a Saragossa. Aquesta proposta s'incloía en l'enllaç dels 3 grans rius del costat esquerre de l'Ebre, l'Aragó, el Gallec i el Cinca.
El 7 de maig del 1926, una Reial ordre aprova el projecte de la presa de Yesa obligant a respetar els usos i aprofitaments que es donen aigües a sota de la mateixa. El mateix equip que concebeix la presa planifica també el Canal de Bardenas presentant el seu treball el 29 de desembre del 1924.
Aquest seria aprovat 8 anys després, el 30 de juny de 1932, por una Resolució de la Direcció General d'Obres Hidràuliques. En 1926 s'estima que l'embassament de Yesa sols serviria per al regadiu de les Bardenas i de la comarca Cinco Villas, desestimant-se la seva possible contribució al Canal Imperial d'Aragó. En el I Pla General d'Obres i Treballs diversos de la Confederació Hidrogràfica de l'Ebre, de l'any 1926, es planteja la construcció de l'embassament de Yesa. Aquest tindria una capacitat de 470 hm³; destinats al Canal de Bardenas i al reg de la zona de cultiu de la mateixa conca, unes 15.000 ha, encara que se seguia comentant la possibilitat de contribució al Canal Imperial perquè aquest deixara lliures recursos per al de Lodosa. Les previsions sobre el Canal de Bardenas, que partint de Yesa deuvia arribar a Ardisa, eren una eixida de presa 60 m³;/s dels quals arribarien a Ardisa 39.

### El recreixement
Destinat per al manteniment dels regadius actuals i futurs, així com l'abastament d'aigua potable a Saragossa i el seu entorn i al manteniment de concessions. Aquest comportaria la desaparició del nucli de Sigüés i expropiacions de grans superfícies als municipis de Artieda i Mianos.
El recreixement va trobar una gran oposició social als pobles afectats però les obres van començar el maig de 2001. Aquestes s'han vist afectades per problemes de consolidació de la riba esquerra, on el 2004 van aparèixer esquerdes de grans dimensions i el 2006 va produir-se un lliscament de terres de 3,5 milions de metres cúbics. Al 2007 se reobren esquerdes i forats, i la pista que recórrer la vessant esquerra s'enfonsa.
D'ençà que el 1983 se va fer públic el plan de recreixement de Yesa s'han dut a terme diferents accions d'oposició a l'obra per part de diverses associacions encapçalades per la Asociación Río Aragón i COAGRET, juntament amb Ecologistes en Acció, Greenpeace, SEO/BirdLife, WWF/Adena, AEMS-Ríos con Vida, Amigos de la Tierra i altres, que formen la plataforma "Yesa No".